# 187709 Fengduan
187709 Fengduan este un asteroid din centura principală de asteroizi.

## Descriere
187709 Fengduan este un asteroid din centura principală de asteroizi. A fost descoperit pe 3 martie 2008 la XuYi în cadrul programului PMO NEO Survey. Asteroidul prezintă o orbită caracterizată de o semiaxă mare de 2,93 ua, o excentricitate de 0,04 și o înclinație de 3,0° în raport cu ecliptica.